# 토머스 아라나
토머스 아라나(Tomas Arana, 1955년 4월 3일 ~ )는 미국의 배우이다.

## 출연 작품

### 영화
- LA 컨피덴셜
- 글래디에이터 - 퀸투스 역
- 진주만
- 디레일드 - 메이슨 콜 역
- 본 슈프리머시 - 마틴 마샬 역
- 디파이언스 - 벤 지온 굴코비츠 역
- 더 포제션 오브 마이클 킹 - 어거스틴 역
- 인카네이트 - 펠릭스 역
- 우스티카: 더 미씽 페이퍼

### 드라마
- 스푹스 시즌 1 (영국, BBC)
- 인텔리전스 (미국, CBS)